# Miss France 1928
Miss France 1928 est la 4e élection de Miss France.
Raymonde Allain, Miss Côte d’Émeraude 1927 remporte le titre et succède à Roberte Cusey, Miss France 1927.

## Classement final
| Résultat final                | Candidate       | Région               |
| ----------------------------- | --------------- | -------------------- |
| Miss France 1928              | Raymonde Allain | Miss Côte d’Émeraude |
| 1re dauphine[réf. nécessaire] |                 | Miss Normandie       |
| 2e dauphine[réf. nécessaire]  |                 | Miss Guadeloupe      |
| 3e dauphine[réf. nécessaire]  |                 | Miss Paris           |
| 4e dauphine[réf. nécessaire]  |                 | Miss Picardie        |

## Sources
- (en) The Washington Post, 1928, Paris Quarrels over Milaydy Beautifull.
- Rédaction du Figaro, « La saison de Dieppe », le quotidien Le Figaro,‎ 4 juillet 1928 (lire en ligne).
- Rédaction du Figaro, « Beauty », le quotidien Le Figaro,‎ 25 juillet 1928 (lire en ligne).